# Novoukraiinka, Bereznehuvate
Novoukraiinka (în ucraineană Новоукраїнка) este localitatea de reședință a comunei Novoukraiinka din raionul Bereznehuvate, regiunea Mîkolaiiv, Ucraina.

## Demografie
Componența lingvistică a localității Novoukraiinka
     Ucraineană (93,37%)
     Rusă (6,22%)
     Alte limbi (0,41%)
Conform recensământului din 2001, majoritatea populației localității Novoukraiinka era vorbitoare de ucraineană (93,37%), existând în minoritate și vorbitori de rusă (6,22%).